# Georges Leygues
Jean Claude Georges Leygues, född 27 oktober 1857, död 2 september 1933, var en fransk politiker.
Leygues var ursprungligen advokat och författare men valdes in 1885 i deputeradekammaren, som han sedan tillhörde och där han genom moderation och saklighet kom att få en respekterad ställning inom en av centerns mer vänsterbetonade grupper, som kom att få inflytande inom såväl höger- som vänsterregeringar. Sin första regeringspost fick Leyges som undervisningsminister i Charles Dupuys regering 1894 och den andra som inrikesminister i Alexandre Ribots regering. Vid första världskrigets utbrott hade Leyges hunnit vara medlem av fem regeringar och särskilt som undervisningsminister Pierre Waldeck-Rousseaus "stora ministär" bidragit till dennas omfattande reformverksamhet genom en första omläggning av den franska elementarläroverksundervisningen. Under senare delen av första världskriget arbetade Leygues tillsammans med Georges Clemenceau för reorganisering av den franska flottan. Efter kriget var han 1920 konseljpresident under sin personlige vän Alexandre Millerands presidentskap. Senare var han marinminister i del flesta av de många ministärer som under 1920-talet avlöste varandra, och lyckades därigenom inom marindepartementet upprätthålla en viss kontinuitet vid utarbetandet av de omfattande organisationsprogram, som han 1927 och 1929 som marinminister kontrasignerat.
Leygues utgav bland annat Le coffret brisé (1883), La lyre d'airain (1883), Discours politiques (1902), L'école et la vie (1904) samt studier över Jean-Baptiste Colbert. Han var styrelsemedlem i Amitié franco-suédois i Paris och visade stort intresse för de skandinaviska länderna.